# Negasphere
Negasphere (ネガスフィア) は、川崎薫 (かわさき かおる) を中心に結成された日本のプログレッシヴ・ロック・バンド。

## 概要
1976年結成。代表作として『Castle in the Air』と『Disadvantage』のスタジオ盤、『1985-1986』のライヴ盤がある。
Negasphere の楽曲は、変拍子を多用した10分以上の長い曲が多くみられ、プログレッシヴ・ロック、シンフォニック・ロックに分類される。
初期の楽曲では、ハードロックの色が強く出ていたが、活動が本格化するに連れ、徐々にプログレッシヴ・ロックへ移行しはじめた。後期には、イエスの影響だけでなくジャズロックの要素を持ち、UK やブルーフォードの影響が色濃く出ている。
以降、リーダーの川崎が、Negasphere の主軸となりバンド活動を続けている。
1980年代前半に、上馬ガソリンアレイにて初ライヴ、以後は、主に新宿 JAM、吉祥寺シルバーエレファントでライヴ活動を行っていたが、1986年に活動を休止した。
その後、2012年、26年ぶりに新メンバーを迎えて、バンド活動を再開した。
2014年からは、Negasphere の楽曲をアコースティック楽器で演奏する NegAcoustika (ネガコースティカ) を派生バンドとして結成し、トリオ編成を核にライヴ活動を行っている。

## 来歴

### 第0期 結成 (1976 - 1977)
1976年11月23日、茨城県立水戸第一高等学校でのスクールバンド活動を終えた川崎薫は、上京先の吉祥寺のJAZZ喫茶 西洋乞食にて、中学時代の親友でドラマーの高沢悟 (たかざわ さとる) に次期バンド構想を提案。
ギタリストに川崎と一緒だったスクールバンド SCRAP の大森政人 (おおもり まさと) を推挙。ヴォーカリストに高沢が友人である木下誠一郎 (きのした せいいちろう) を推薦し、最初期のメンバーが確定。
バンド名は、川崎の提案により Negasphere (ネガスフィア) に決定した。Negasphere というバンド名は、川崎が中学時代にお気に入りだった E・E・スミス の SF 小説レンズマン・シリーズに登場する『負の球体 (ネガスフィア)』から。彼は高校時代 SCRAP の活動をする一方、オリジナル曲を演奏するバンドを高沢とともに実現したいという願望を抱き、ずっと、このバンド名をあたためていた。
現在の川崎はキーボード担当であるが、Negasphere 結成当時、川崎は主にベースを担当。ロックバンドにおける楽器の必要性がまずドラムとベースであること、親友の高沢がドラマーを志したためベースを選択した。なお、Negasphere 最初期には、ベースのコレクターとなり一番多い時期には14本のベースを所有していた。
作曲については、次々と曲のモチーフを提案する高沢のアイディアを、川崎が書き起こすスタイルで多数のオリジナル曲を作成していた。当時の彼らの作曲スタイルはきわめて特異であった。まず、仮想アルバムのトータルテーマがあり、これにそって各曲のタイトル設定がなされ、歌詞を書き起こし、曲をつけるという、通常のバンドではおよそ考えられない順序で作業をおこなっていた。しかも、このころから歌詞は英語という姿勢は一貫している上に、年間で約20曲というハイペースはヴォーカリスト木下の逃亡 (ヤマハ主催の EastWest'77 予選にエントリーするも、当日、木下が会場に現れずに出場辞退。このときの覇者はサザンオールスターズ。) という事態を引き起こした。

### 第1期 アマチュアロックコンテスト (1978 - 1980)
1978年、東京大学に進学した川崎は、キーボーディストとヴォーカリストの石井紀 (いしい もとい) をメンバーに加え、高沢、大森とともに4人で第1期 Negasphere を本格的に始動させる。念願のオリジナル曲を演奏するバンドとしてのキャリアをスタートしたわけだが、発表する場は学園祭や学内コンサートに限られていた。
1978年10月10日、彼らは、西武百貨店ディスクポート主催のアマチュアロックコンテストで、オリジナル曲『CRISIS』を演奏して3位となる。ちなみに、2位は、元 安全ばんどの長沢博行 (ながさわ ひろゆき) が主宰する HERO である。1位は Art Fever。彼らのオリジナル曲が収録された『DISKPORT MUSIC FESTIVAL #2』が、現存する最古の Negasphere 音源である。

### 第2期 自主制作カセットテープリリース (1980 - 1982)
1979年春、イエスを理想とする川崎と、タンジェリン・ドリームやクラウス・シュルツェを好む高沢では音楽性の違いが顕在化し、高沢の脱退という事態を引き起こす。
急遽、ドラマーに石塚隆史 (いしづか たかし) を起用しロックコンテスト A ROCK (Greco の神田商会主催) 参加を乗り切る。演奏曲は『Song Called One』と『Necrophilia』。入賞とはならなかったが、このときの Negasphere を高評価するファンもいる。この後、石井も脱退表明、いったん Negasphere は解散を余儀なくされる。
1980年、先のアマチュアロックコンテストでの準優勝をきっかけに、プログレッシヴ・ロック・バンドへの構想を強めた川崎は、新しいメンバーを募集した。ギタリスト真嶋宏佳 (まじま ひろよし)、ドラマー佐藤亜希良 (さとう あきら)、ベーシスト坂野誠治 (さかの せいじ)でメンバーが確定。ここで川崎は、ベーシストから念願のキーボーディストへ転向した。
1981年?月、『NEGASPHERE』と題した1本のカセットテープを、マーキームーンディストリビューションから LLE レーベルでリリースした。音源の内容はライヴからの5曲。
1982年1月、LLE レーベルのオムニバスアルバム『精神工学様変容 (Psychotronic Metamorphsis)』B面2曲目に『No More Rainy Day』を収録。なお、B面3曲目『来迎鬼』のバンド UNIT-3 には、以前、川崎と大森が加入していた。

### 第3期 リズム隊強化 (1982)
変拍子のリズムをより強化するため、ベーシスト徳武浩 (とくたけ ひろし)、魔方陣からグリーンへと在籍していたドラマー菅野詩郎 (すがの しろう) が加入。徳武と菅野の加入は、Negasphere の新しい方向性を決める重要な要素となった。

### 第4期 ライヴ活動本格化 (1983)
リズム隊を強化した Negasphere は、次の段階へ進めるべく、キーボーディスト矢田透(やた とおる) を加えたキーボードを二人体制とし、一層シンフォニックな楽曲へと向かった。この編成で、1983年には、6月、8月、11月、1984年には、2月、5月、9月、12月と精力的にライヴ活動を行った。

### 第5期 ファーストアルバム『Castle in the Air』リリース (1984)
さらに、グリーンのヴォーカルをしていた菊地 (きくち) を加えた6人編成となった。なお、菊地は、菅野が在籍したグリーン時代の後に加入していた。
1984年、Negasphere の歴史に大きく刻むこととなった、ファーストアルバム『Castle in the Air』を LLE レーベルからリリース。
このアルバムでは、菅野がエレクトリックドラム、そして、アルバム制作直前に、ヴォーカリスト菊地が脱退したため、真嶋がギターとヴォーカルを兼任。レコードジャケットのイラストは、千之ナイフ (せんの ないふ) の手によるものである。また、Negasphere のロゴは、大森がデザインした。マスター音源の制作は、東京都杉並区方南町にあったグリーンスタジオ。グリーンスタジオはキーボーディスト矢田のつながりであり、矢田、菅野、永井敏己 (ながい としみ)、安本毅 (やすもと たけし)、和田俊寿 (わだ としひさ) のグリーンプロジェクト名の由来でもある。
なお、このマスター音源はオープンリールであり、その後、しばらく川崎の実家で保管されていたが、2011年3月11日の東日本大震災で川崎の実家が被災した中、奇跡的に破損されず残っていた。

### 第6期 セカンドアルバム『Disadvantage』リリース (1985)
ヴォーカルの弱さに満足できなかった川崎は、音楽雑誌 Player でメンバーを募集した。そして、ヴォーカリストに平田士郎 (ひらた しろう) を決定した。
平田を加えた編成で、さっそく、1985年には、2月、5月。1986年には、10月とライヴ活動を行った。
なお、1985年5月のライヴは、モノリスレーベルの『PROGRESSIVES' BATTLE from EAST/WEST』に『Second Self Loser』が収録された。
このライヴには、関東の Negasphere、アウター・リミッツ、アクアポリスと、関西のページェント、夢幻、剣ノ舞の6バンドが収録された。
1985年11月には、セカンドアルバム『Disadvantage』をディスクユニオンからリリース。
このアルバム制作の直前に、キーボーディスト矢田が脱退。
また、ドラマー菅野がアルバム制作後に、方向性の違いにより脱退。
そして、ベーシスト徳武、ギタリスト真嶋と相次ぐ脱退に、Negasphere は空中分解を余儀なくされた。

### 第7期 メンバー再構成 (1986)
1986年、メンバー不在によって活動ができなくなり苦悩していた川崎に、誘精 (ゆうせい) のリーダーであるベーシスト手塚啓一 (てづか けいいち) が、Negasphere の危機を知り、自身のバンドから、ドラマー堂免稔泰 (どうめん としひろ)、ギタリスト渡辺修 (わたなべ おさむ) を引き連れて、Negasphere の立て直しを川崎とはかる。
さらに、キーボーディスト藤本 法子 (ふじもと のりこ) が加入。
早速、ライヴ活動を開始。そのライヴでは、ドイツのプログレッシヴ・ロック・バンド『ノヴァリス』のギタリスト、デトレフ・ヨブがゲスト参加した。

### 第8期 活動休止へ (1986)
その後、ギタリスト渡辺が脱退し、第2期のオリジナルメンバーであったギタリスト真嶋が復帰することとなった。
1986年10月のライヴ後、失意の中、疲弊した川崎は、自身の本来の仕事に戻り、以後、Negasphere は活動休止状態となった。

### 第9期 活動休止期間 (1987 - 2011)
その後、川崎は、共通の友人の結婚式で、演奏する機会以外は、音楽の世界から遠ざかってしまった。
1991年、ライヴアルバム『1985-1986』をメイドインジャパンレコードからリリース。
アルバムのタイトルどおり、1985年から1986年までのライヴ音源を収録した CD である。
1991年7月7日、吉祥寺シルバーエレファントにおいて、Y.E.S. (わい・いー・えす) → Yellow Ensemble Systems というバンド名で、プライベートなイエスのトリビュートバンドを披露した。
イエスの楽曲を一年がかりでコピーした、このメンバーは、キーボーディスト川崎、ベーシスト手塚、ドラムスには MONGOL (モンゴル) の今井澄 (いまい きよし)、ギタリスト花田耕一 (はなだ こういち)、ヴォーカリスト岩本 (いわもと) であった。
その後、キーボーディスト川崎、ユーラシア、オーラ、MONGOL と渡り歩いたフレットレスのベーシスト天﨑直人 (あまさき なおと)、ドラマー菅野、ギタリスト花田の構成で第9期 Negasphere のスタジオ盤制作に入った。
1993年8月、インストゥルメンタル・バンドとして、吉祥寺シルバーエレファントのコンピレーションアルバムに Negasphere 名義で2曲収録されている。Negasphere の実質上、最後のアルバムである。
このメンバーでの活動は、ギタリスト花田が髄膜炎で2年の闘病の末、2011年秋、急逝したため、ライヴでの実現は不可能となった。

### 第10期 活動再開 (2012 - )
2005年8月18日のインターネットのブログに投稿された Negasphere の記事へ、2011年4月5日に川崎がコメントし、2011年8月21日以降、そのブログを掲示板がわりにメンバーとファンたちの間でコミュニケーションが活発化した。このブログには、川崎と手塚、そして、坂野がコメントを書き込んでいた。
この勢いに触発された川崎と手塚が中心となり、活動再開の決意を固めた。
活動を休止したときのメンバーで残っていたのは、リーダーの川崎と手塚のみである。
しかしながら、休止当時のメンバー集合に思いのほか時間がかかってしまった。
その後、川崎が、KBB で音楽活動を続けていたドラマー菅野に連絡をとり、Negasphere 再開の意思を伝えところ、快く返事をもらった。
直後に、菅野は、Qui のギタリスト林隆史 (はやし たかし)、MiaChisa のヴォーカリスト未藍千紗 (みいあ ちさ)、Ri Ri Toribo のキーボーディスト木田美由紀 (きだ みゆき) を集めてきた。
Negasphere の楽曲以前に、今まで Negasphere の存在すら知らなかった林、未藍、木田と、ただちにリハーサルを開始した。
ちなみに、メンバー最年少の木田は、Negasphere の活動休止後に誕生している。
2012年12月16日、もとよりライヴ活動を行っていた吉祥寺シルバーエレファントで第10期 Negasphere を再開した。
オープニングアクトは、東京と大阪の混成プログレッシブ・ロックバンド、Enciphers & Deciphers (エンサイファーズ・アンド・デサイファーズ) であった。偶然にも、このバンドのキーボード奏者である初坂恵美 (はつさか えみ) は、川崎と SNS でつながり M3 で面識もあった。Negasphere 再開のフライヤーは、初坂の手によるものである。

### ～現在
活動再開後、川崎は Negasphere の楽曲をソロで表現するといったアプローチから、KOW & 東京キッチンで音楽活動をしていたヴォーカリスト兼アコースティックギタリストの KOW こと曽我部晃 (そがべ こう) とのデュオを実験的に行う。
この実験から KOW は川崎に「アコースティック楽器による Negasphere 楽曲群の再解釈と再構築」というプランを持ちかけ、川崎の賛同を得て、NegAcoustika (ネガコースティカ) が結成される。
Negasphere 派生バンドとして活動を開始。
NegAcoustika のメンバーは、川崎と KOW の二人に加え、第2期 (1980 - 1982) Negasphere で活動をともにしていたベーシスト坂野が、アコースティックフレットレスベースで加入。
2015年5月までに3回のライヴを行っており、2016年の活動も視野に入れている。
また、川崎は、LLEレーベルで親交のあった、カトラトラーナ、ラクリモーザ、ゴールデンアヴァンギャルド、まぼろしペイガンズ主宰の Chihiro S. こと斎藤千尋 (さいとう ちひろ) とライヴ活動も行っている。
さらに、活動再開した Negasphere のメンバーの多くは、それぞれのフィールドで活躍している。
2016年11月、結成40周年記念特別企画で『Castle in the Air』『Disadvantage』『1985-1986』がボーナストラックを加えたリマスター版として再発。

## 特記
- キーボードの木田は、自身のリーダーバンド Ri Ri Toribo 以外にも、楽曲を提供する活動を続けている。木田と共演したことのあるパーカッションの くどうげんた は、過去に、プログレッシブ・ロックバンドのデジャヴュで活動していたことがあり、Enciphers & Deciphers では、初坂とバンドをともにしている。

- ドラムスの菅野は、KBB で、イタリアのプログレッシブフェスティバルに招待されたりと活動を続けている。

- ヴォーカルの未藍は、2014年11月8日に音楽活動10周年記念として、MiaChisa バンドのメンバー ギターの Raphy、axis のキーボードの田中隆司に加え、Negasphere で接点のできた、ドラムスの菅野、ベースの手塚、さらには、未藍が尊敬している LOOK/L3C のキーボード、山本はるきち (KENSO でドラムスだった山本治彦) をゲストに迎えて10周年記念特別バンドを吉祥寺シルバーエレファントで披露した。

- ベースの手塚は、ロゼバンドで以前から活動することがあった、MONGOL (モンゴル) の今井をドラムスとしたリズム隊と、MiaChisa バンドのメンバー、未藍、Raphy、田中隆司 (たなか たかし) と、活動を休止していた誘精 (ゆうせい) を再開させる準備を画策中である。

- ギターの林は、アラン・ホールズワースによく似た奏法で、Qui や、烏頭 (うず) の大和田千弘 (おおわだ ちひろ) と活動中である。烏頭の大和田は、他に、アウター・リミッツのギター荒牧隆 (あらまき たかし) とプロジェクト Aoidh (アーイ) を結成している。この Aoidh は、以前、荒牧とオリジナル曲やピンク・フロイドのカバーで活躍しているハラキリズのコントラバス、津々木明穂 (つづき あきほ) と演奏した経歴をもつ。2008年10月25日、林は、元新月のヴォーカル北山真 (きたやま まこと) と『真○月』でデビューしている。

- 2011年7月3日、江古田Buddy で、Benoit Moerlen (ブノア・ムーラン) のために特別に編成されたバンド SPROCKET で FLAT 122、エレクトリック・アストゥーリアスの平田聡 (ひらた さとし) の代役として林が菅野と共演したことが Negasphere 参加のきっかけとなっている。

- アルバム『Disadvantage』(DIW-5001) の『Through the White Darkness』のタイトルは、機動戦士Ζガンダム 第16話「白い闇を抜けて」をヒントにした。また、ジャケットはロジャー・ディーン風であるが、SATOSHI KANOH である。

- アルバム『1985-1986』(MHD-25015) に収録されている『A Song of the Sea』が、KBB の『Backside Edge』と似ているのは、菅野が唯一 Negasphere へ提供した曲のためである。

- アルファベット表記で NEGASPHERE と Negasphere の大文字/小文字の違いは、川崎によると、楽曲がインストルメンタルの時は、すべて大文字の NEGASPHERE。歌唱がある時は、先頭が大文字で以降が小文字の Negasphere と使い分けている。

- 1986年1月13日、渋谷エッグマンで、Negasphereのリハーサル中、川崎の DX7 が故障し困ったとき、対バンだったブラック・ペイジの小川文明が、自分の2台の DX7 のうち1台を川崎へ提供しようと申し出たが、ライヴ直前に、川崎が DX7 の故障を突き止め、電源コードをはんだ付けし、ことなきを得た。

## ディスコグラフィー
- 1979: V.A. DISKPORT MUSIC FESTIVAL #2
- 1981: NEGASPHERE (MM-3404)
- 1982: V.A. 精神工学様変容 (LLE PM-1001)
- 1984: Castle in the Air (LLE-1007)
- 1985: V.A. PROGRESSIVES' BATTLE from EAST/WEST (MN-14001.2.3)
- 1985: Disadvantage (DIW-5001)
- 1986: V.A. Progressive's Battle '86 (MIJ-1069)
- 1991: 1985-1986 (MHD-25015)
- 1993: V.A. SILVER ELEPHANT Super Omnibus (PROG-0151)
- 1995: V.A. Lost Years in Labyrinth II (BELL9589)

V.A.『DISKPORT MUSIC FESTIVAL #2』(SE-3086B) 1979年

※西武百貨店ディスクポート主催のアマチュアロックコンテストでの制作アルバム

収録曲

CRISIS
川崎 薫 - bass

高澤 悟 - drums

大森 政人 - guitar

石井 紀 - keyboads/vocal

『NEGASPHERE』マーキームーンディストリビューション - LLE (MM-3404) 1981年

オリジナルアルバム カセットテープ

録音は、東京都中野区弥生町 (丸ノ内線 中野富士見町駅) のフリーダムスタジオ

A1: Heaven Dreaming

A2: Supplication

A3: Off

B1: The Betrayer

B2: No More Rainy Days
坂野 誠治 - bass

佐藤 亜希良 - drums

真嶋 宏佳 - guitar synthesizer

川崎 薫 - keyboards

V.A.『精神工学様変容(Psychotronic Metamorphosis)』LLE (PM-1001) 1982年1月

ビニール盤

録音は1981年12月、東京都多摩市のプライベートスタジオ BEAPOT?BEEPOT?

B2: No More Rainy Day
坂野 誠治 - bass

佐藤 亜希良- drums

真嶋 宏佳 - guitar synthesizer

川崎 薫 - keyboards

『Castle in the Air』LLE (PM-1007) 1982年

ファーストアルバム ビニール盤

A1: Gear of Cosmos

A2: Beyond Love

A3: Another Dawn is Breaking

B1: Holy Ground Ceremony

B2: At the Last Moment
徳武 浩 - bass/orchestration on A1

菅野 詩郎 - electric drums

真嶋 宏佳 - guitar/vocal

川崎 薫 - synthesizer/organ solo on B2

矢田 透 - piano/keyboards/synthesizer solo on A1

『PROGRESSIVES' BATTLE from EAST/WEST』モノリス (MN-14001.2.3) 1985年

ソノシート盤

Second Self Loser
徳武 浩 - bass

菅野 詩郎 - drums

真嶋 宏佳 - guitar

矢田 透 - keyboards

川崎 薫 - keyboards/synthesizer

平田 士郎 - vocal

『Disadvantage』DIW (DIW-5001) 1985年12月5日

セカンドアルバム ビニール盤

"Castle in the Air" の原曲は "Scream Room"

"Born Under Bad Stars" は "Empty and Meaningless Hot" のイントロ部分へ変化

A1: Family

A2: Change Your Fate

A3: Castle in the Air

A4: However Hard May I Try

A5: Son to Father

B1: Through the White Darkness

B2: Empty and Meaningless Hot Part 1

B3: Empty and Meaningless Hot Part 2

B4: Empty and Meaningless Hot Part 3
ソノシート盤

Change Your Fate
徳武 浩 - bass

菅野 詩郎 - drums/percussion

真嶋 宏佳 - guitar/bass on A2

川崎 薫 - keyboards/synthesizer

平田 士郎 - vocal

V.A.『 Progressive's Battle '86』メイドインジャパンレコード (MIJ-1069) 1986年

ソノシート盤

1986年1月13日 渋谷エッグマンでのライヴを収録

Son to Father

『1985-1986』メイドインジャパンレコード (MHD-25015) 1991年

CD

※クレジットで、Detlef Job のギターが "Son to Father" となっているのは誤り。正しくは "Through the White Darkness"。

1. Opening - A Song of the Sea - Beyond Love

2. Gear of Cosmos

3. Open D

4. Holy Ground Ceremony

5. At the Last Moment

6. Another Dawn is Breaking

7. Through the White Darkness

8. Son to Father
手塚 啓一 - bass(6-7-8)

徳武 浩 - bass(1 to 5)

堂免 稔泰 - drums(6-7-8)

菅野 詩郎 - drums/percussion(1 to 5)

Detlef Job - guitar(7)

真嶋 宏佳 - guitar(1 to 5)

渡辺 修 - guitar(6-7-8)

藤本 法子 - keyboards(7-8)

矢田 透 - piano/synthesizer(1 to 5)

川崎 薫 - synthesizer

平田 士郎 - vocal

V.A.『SILVER ELEPHANT Super Omnibus』シルバーエレファント (PROG-0151) 1993年8月

CD

録音は、1993年5月

"Thrusting-Through" の原題は "No Computer Necessary, No Sequencer Needed"

9. Thrusting-Through

10. Keen
天﨑 直人 - bass

菅野 詩郎 - drums

花田 耕一 - guitar

川崎 薫 - keyboards

V.A.『Lost Years In Labyrinth II』ベルアンティーク (BELL9589) 1995年

CD

※ジャケット裏の曲順に誤りがある

『精神工学様変容(Psychotronic Metamorphosis)』と同一のものが収録されている

5. No More Rainy Day
坂野 誠治 - bass

佐藤 亜希良- drums

真嶋 宏佳 - guitar synthesizer

川崎 薫 - keyboards

## 主要ラインナップ (主な担当パート)

### メンバー
川崎 薫　　 (かわさき かおる)

木田 美由紀 (きだ みゆき) Ri Ri Toribo

未藍 千紗　 (みいあ ちさ) MiaChisa

林 隆史　　 (はやし たかし) Qui

手塚 啓一　 (てづか けいいち)

菅野 詩郎　 (すがの しろう) KBB

### 過去に在籍した主なメンバー
Detlef Job　(デトレフ・ヨブ) - guitar

堂免 稔泰　 (どうめん としひろ) - drums

藤本 法子　 (ふじもと のりこ) - keyboards

平田 士郎　 (ひらた しろう) - vocal

石井 紀　　 (いしい もとい) - keyboards, vocal

菊地 　　　 (きくち) - vocal

真嶋 宏佳　 (まじま ひろゆき) - guitar

大森 政人　 (おおもり まさと) - guitar

坂野 誠治　 (さかの せいじ) - bass guitar

佐藤 亜希良 (さとう あきら) - drums

高沢 悟　　 (たかざわ さとる) - drums

徳武 浩　　 (とくたけ ひろし) - bass guitar

渡辺 修　　 (わたなべ おさむ) - guitar

矢田 透　　 (やた とおる) - keyboards

山本 　　　 (やまもと) - vocal ※1985年2月10日のライヴ

## ライヴ

### Negasphere
- 1981/03/01? or 31? 夢音
- 1983/06/12 吉祥寺シルバーエレファント - PROGRESSIVE LIVE Vol.4
- 1983/08/30 吉祥寺シルバーエレファント - PROGRESSIVE LIVE Vol.6
- 1983/11/06 吉祥寺シルバーエレファント - PROGRESSIVE LIVE Vol.11
- 1984/02/19 吉祥寺シルバーエレファント - PROGRESSIVE LIVE Vol.19
- 1984/05/27 吉祥寺シルバーエレファント - PROGRESSIVE LIVE Vol.25
- 1984/09/02 吉祥寺シルバーエレファント - PROGRESSIVE LIVE Vol.31 with Fromage
- 1984/12/02 吉祥寺シルバーエレファント - PROGRESSIVE LIVE Vol.37
- 1985/02/10 吉祥寺シルバーエレファント - PROGRESSIVE LIVE Vol.41
- 1985/05/06 吉祥寺シルバーエレファント - PROGRESSIVE LIVE Vol.47 Progressives' Battle Live I with Bellaphon
- 1986/05/03 吉祥寺シルバーエレファント - Progressives' Battle Live II
- 1986/01/13 渋谷エッグマン
- 1986/10/05 吉祥寺シルバーエレファント - PROGRESSIVE LIVE Vol.76
- 2012/12/16 吉祥寺シルバーエレファント - PROGRESSIVE LIVE 2012 with Enciphers & Deciphers

### NegAcoustika
川崎 薫 (かわさき かおる)

KOW (こう)

坂野 誠治 (さかの せいじ)
- 2014/06/08 1st Live 阿佐ヶ谷 Yellow Vision - 響き止まぬもの Vol.5 with 接着兄弟
- 2015/03/01 2nd Live 四谷 SOUND CREEK Doppo with taika
- 2015/05/17 3rd Live 吉祥寺シルバーエレファント - Pagan Prog Fes 2015 惑星直列 with Ambrosia, まぼろしペイガンズ
- 2015/06/21 4th Live 四谷 SOUND CREEK Doppo